# Pan-American Exposition

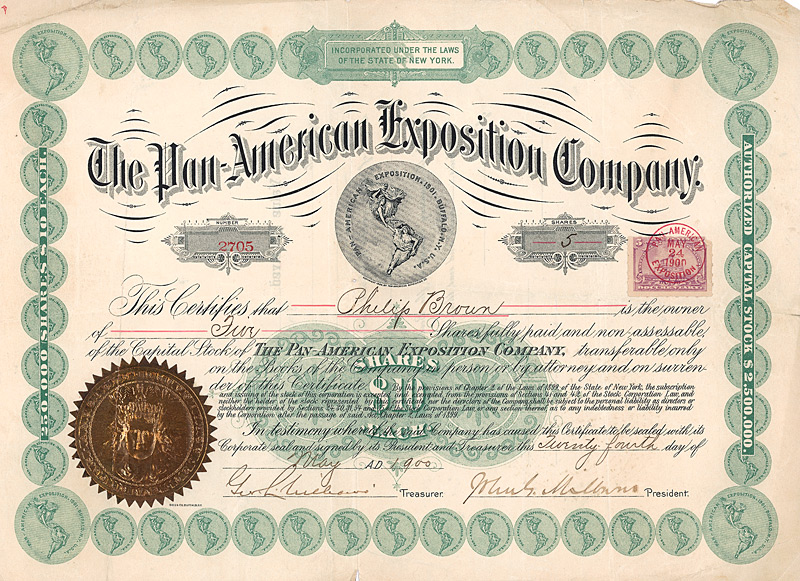
Aktie der Pan-American Exposition Company vom 24. Mai 1900

Die Pan-American Exposition war eine Weltausstellung, die vom 1. Mai bis zum 2. November 1901 dauerte und in Buffalo im US-Bundesstaat New York abgehalten wurde. Sie wurde von der 1897 gegründeten Pan-American Exposition Company organisiert. 

## Veranstaltungsort
Anfänglich hatte man Cayuga Island als Veranstaltungsort ausgewählt, da diese Insel nahe an den Niagarafällen lag, die schon damals ein beliebtes Ziel für Touristen waren. Als jedoch 1898 der Spanisch-Amerikanische Krieg ausbrach, wurden die Pläne zur Abhaltung der Weltausstellung zunächst einmal eingefroren.

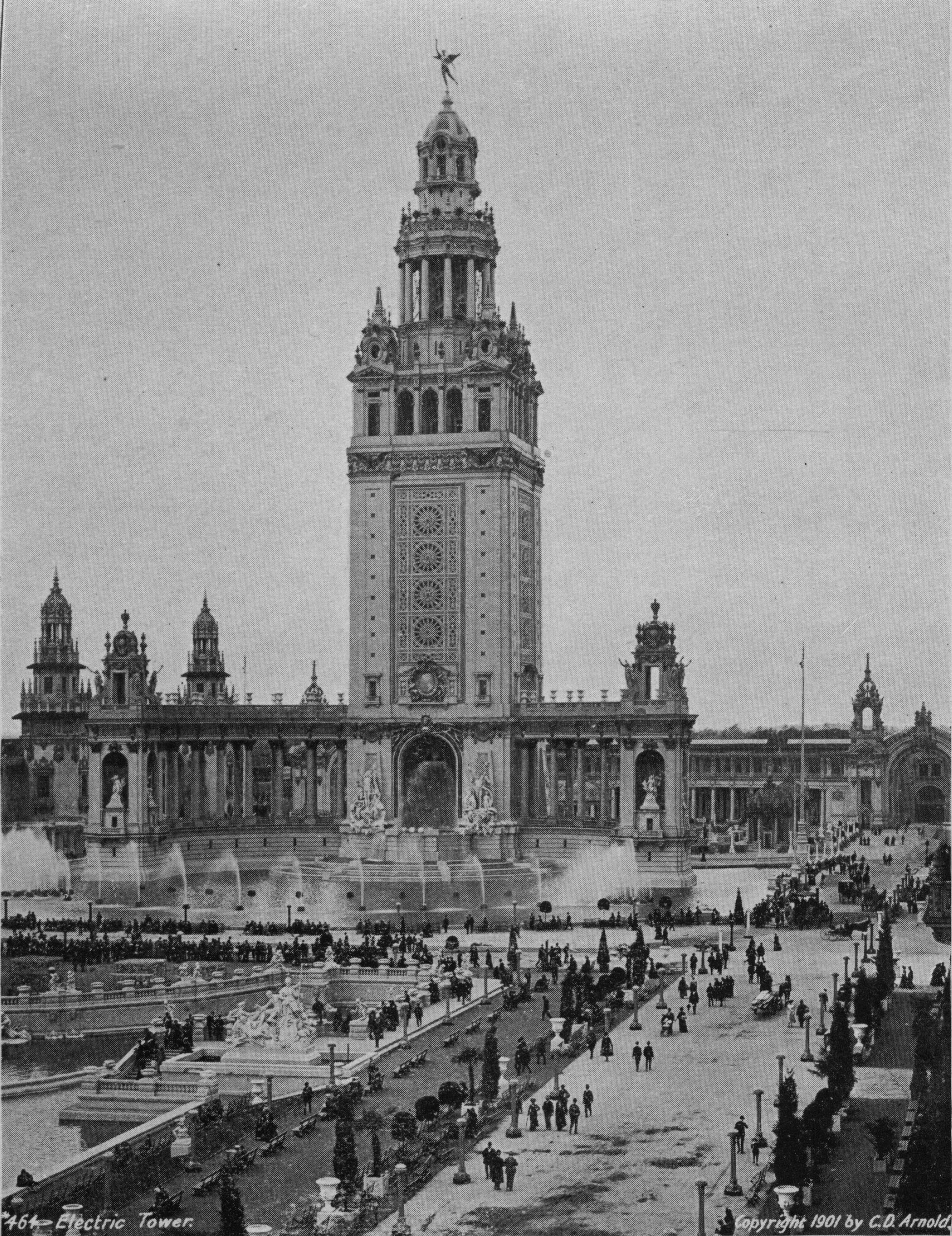
Der Electric Tower, eines der herausragendsten Ausstellungsobjekte

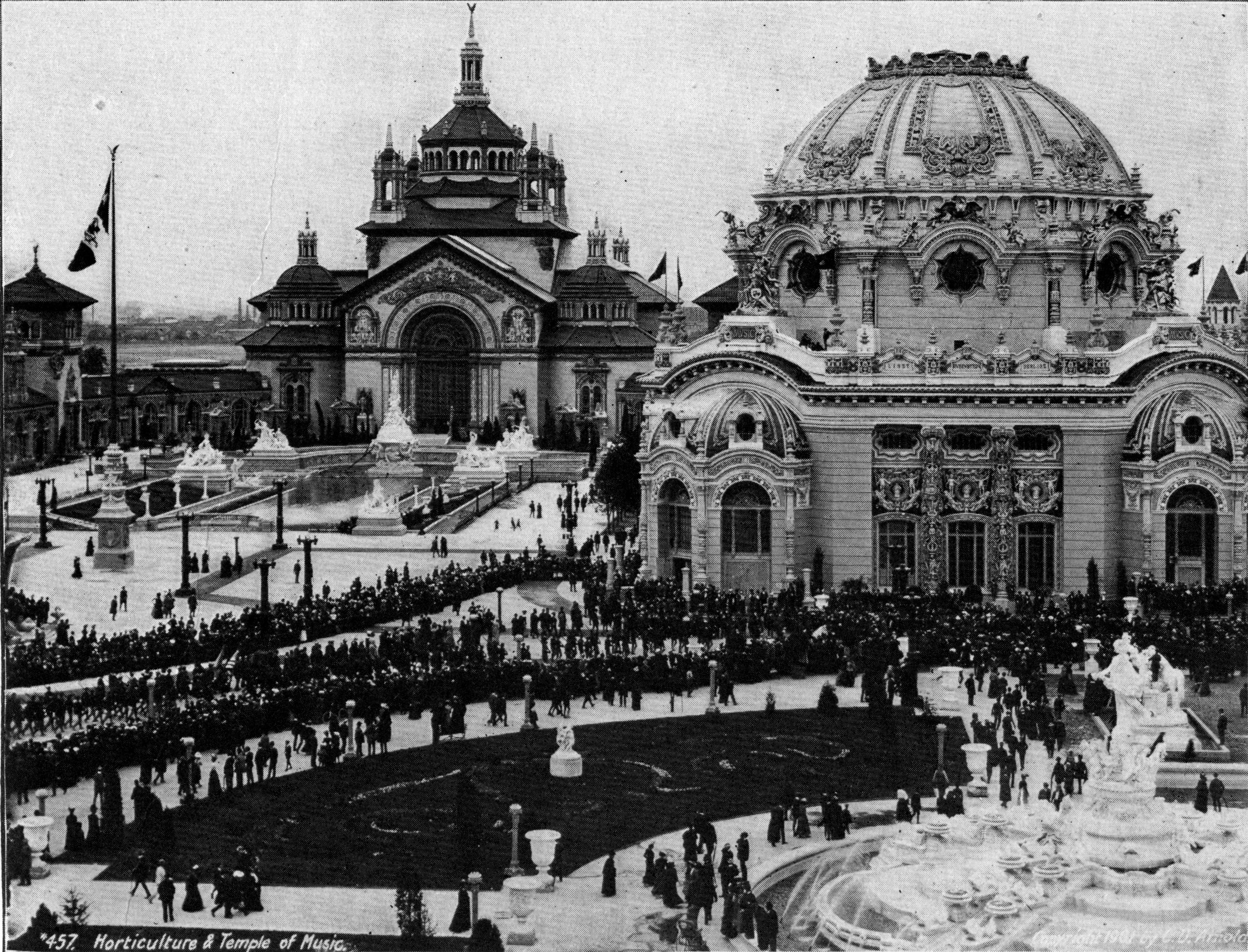
Horticulture Building and Temple of Music

Nach dem Ende des Krieges lieferten sich Buffalo und Niagara Falls einen erhitzten Zweikampf um den Veranstaltungsort, den Buffalo schließlich aus zwei Gründen für sich entscheiden konnte: erstens hatte die Stadt eine größere Bevölkerung – mit rund 350.000 Einwohnern war die Stadt am Eriesee damals die achtgrößte Stadt in den Vereinigten Staaten – und zweitens war Buffalo besser an das Eisenbahnnetz angebunden, sodass mehr als vierzig Millionen Nordamerikaner die Stadt mit einer einfachen Tagesreise erreichen konnten. Im Juli 1898 gab der Kongress der Vereinigten Staaten 500.000 US-Dollar für die Abhaltung der Ausstellung in Buffalo frei.
Ein weiterer Faktor, der für Buffalo als Standort hilfreich gewesen ist, war die Einführung des dreiphasigen Wechselstroms durch Westinghouse, der den Transport von elektrischer Energie über größere Entfernungen ermöglichte. Die Macher der Ausstellung in Buffalo konnten somit elektrischen Strom verwenden, der im vierzig Kilometer entfernten Niagara Falls erzeugt wurde.

## Verlauf der Ausstellung
Die Ausstellung gelangte zu trauriger Berühmtheit, da der Anarchist Leon Czolgosz auf den damaligen US-Präsident William McKinley bei dessen Besuch der Weltausstellung am 6. September 1901 im Temple of Music ein Attentat verübte. McKinley, der von zwei Kugeln getroffen wurde, hatte am Tag zuvor eine Rede anlässlich der Ausstellung gehalten, in welcher er feststellte:

„Ausstellungen sind die Zeitnehmer des Fortschrittes. Sie zeichnen die Errungenschaften der Welt auf. Sie stimulieren die Energie, die Unternehmungen und den Intellekt der Menschheit und beschleunigen den menschlichen Verstand. Sie gelangen in das Haus. Sie erweitern und erhellen das tägliche Leben der Menschen. Sie öffnen mächtige Schatzkammern zur Information der Studenten….“

Die neu-entwickelte Röntgenapparatur wurde zwar auf der Ausstellung gezeigt, aber die behandelnden Ärzte zögerten, ihn bei der Behandlung McKinley einzusetzen, um die Kugel zu suchen, weil sie nicht wussten, welche Nebenwirkungen das Gerät für den Präsidenten haben würde. Es mag ironisch anmuten, dass es im Notfallkrankenhaus auf dem Ausstellungsgelände keine Glühlampe gab, obwohl die Fassaden vieler Gebäude der Weltausstellung mit tausenden von Glühbirnen bedeckt waren. So benutzten die Ärzte eine Pfanne, um das Sonnenlicht auf den Operationstisch zu reflektieren, als sie McKinleys Wunden behandelten. McKinley starb acht Tage später an den Folgen seiner Verletzungen.

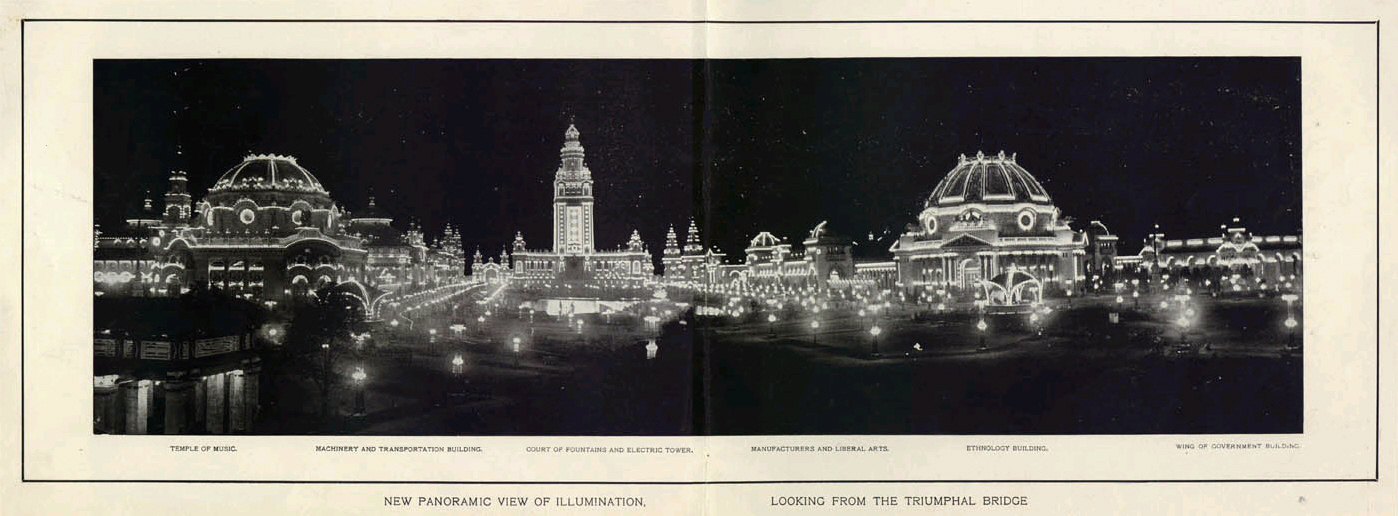
Panoramaansicht der Pan-American Exposition. Aus: „The Latest and Best Views of the Pan-American Exposition“, Buffalo, New York. Robert Allen Reid. 1901.

Als die Ausstellung endete, wurden die erbauten Gebäude abgerissen, das Gelände geräumt und in Wohnviertel unterteilt. Ein Steinblock, der die Stelle des Attentates auf McKinley markiert, wurde auf einer Grasfläche am Fordham Drive in Buffalo aufgestellt. Das einzige Bauwerk, das nicht abgerissen wurde, war das New York State Building, das dazu ausersehen war, die Ausstellung dauerhaft zu überstehen und bis heute als Sitz der Buffalo and Erie County Historical Society dient.
Offizieller Fotograf der Pan-American Exposition war Charles Dudley Arnold (1844–1927).